# Каммингс, Омар
Омар Каммингс (англ. Omar Cummings; род. 13 июля 1982 года, Олд-Харбор, Ямайка) — ямайский футболист, нападающий. Известен по выступлениям за клубы США и сборную Ямайки.

## Клубная карьера
Каммингс играл за команды Средней школы Джонатана Гранта, колледж Цинциннати и университет Цинциннати, где учился по специальности уголовное правосудие.
Каммингс был задрафтован «Колорадо Рэпидз» в 2007 году. 4 сентября 2010 года Каммингс забил два гола в матче с «Чивас США» и помог своему клубу разгромить соперника 3:0. Благодаря этому, Каммингс стал игроком недели MLS. 27 декабря 2010 года было объявлено, что «Колорадо Рэпидз» предоставил Каммингсу разрешение отправиться на просмотр в английскую «Астон Виллу». 17 января 2011 года менеджер «Астон Виллы» Жерар Улье заявил, что Каммингс впечатлил его своими данными, но из-за проблем с получением разрешения на работу сделка не состоялась.
Каммингс вернулся в основу «Колорадо» и сыграл за него 100-й матч 30 апреля 2010 года, против «Чикаго Файр».
22 декабря 2012 года Каммингс был обменян в «Хьюстон Динамо» на Нейтана Стёрджиса и денежную компенсацию.
В марте 2015 года Каммингс был подписан клубом Североамериканской футбольной лиги «Сан-Антонио Скорпионс».
В конце января 2016 года Каммингс присоединился к вновь созданному клубу USL «Цинциннати». 23 июля 2017 года Каммингс объявил о завершении карьеры.

## Международный уровень
Каммингс дебютировал в сборной Ямайки в июле 2008 года и к 2012 году сыграл за неё 35 матчей, забив в них 7 мячей.

## Достижения
- Кубок MLS: 2010
- MLS Восточная Конференция — победители (регулярный чемпионат): 2010